# BASEBALL COLLECTION
『BASEBALL COLLECTION』（ベースボールコレクション、以下BBC）はかつて2018年9月25日から2023年2月28日まで稼動していたコナミアミューズメントの野球トレーディングカードアーケードゲーム。e-amusement pass(Amusement IC)対応。年度ごとにバージョンアップが行われ、排出される選手カードも一新される（本記事では便宜的に初期バージョンを「SEASON 2018」と呼ぶ）。
- SEASON 2019：2019年3月26日
- SEASON 2020：2020年6月8日
- SEASON 2021：2021年3月29日
- SEASON 2022：2022年4月6日

## 概要
コナミにより2005年から2015年まで（プロ野球シーズンとしては2014年度まで反映）稼働した『BASEBALL HEROES』（以下BBH）の流れを汲む日本プロ野球（NPB）を題材としたトレーディングカードアーケードゲーム。
NPB公認で12球団の選手が実名で登場。グラフィックもBBH同様『プロ野球スピリッツ』シリーズのものを使用しているが、BBHでは12球団フランチャイズ球場とスカイマークスタジアム→ほっともっとフィールド神戸公認だった球場については2018年当時の『プロ野球スピリッツA』同様架空球場（屋外とドームの2種類）である。
BBH同様、10列（指名打者と投手含む）のプレーフィールド（今作ではプレーフィールドが液晶ディスプレイになっており、選手能力などもそこに表示される）に選手カードを配置し、選手カードの位置を前後させることで基本的な指示を、タッチパネルの操作で盗塁やバントなどの作戦を指示する。
KONAMI Arcade Championshipでは2020年現在8th（SEASON 2018）・9th（SEASON 2019）で開催タイトルとなったが、9thについては新型コロナウイルスの流行により決勝大会が延期の後中止されている。
その後SEASON 2022まで稼働したものの2023年2月28日をもってサービスを終了した。

## 選手カード
BBHではブースターパックによる排出だった選手カードはオンデマンド印刷で排出される（排出タイミングは原則試合開始後だが初プレイ時など特定プレイでは試合開始前に排出される）。
基本的に1プレイで1枚排出される（自チーム限定、投手限定など条件を限定したスカウトもある）が、試合開始前に1枚100円で1プレイあたり最大5枚（e-amusement pass使用時は1回のみ9枚購入可能）まで追加入手できる。
レアリティはPremium、SR、R、Nの4種類（イベント限定カードあり）で、同じ選手でもレアリティの高い選手のほうが能力値も高い。
自由契約・育成選手契約・任意引退・海外・独立リーグ移籍などでNPBの支配下登録から外された選手は翌シーズン以降「架空選手」となる（ロケテストからSEASON 2018の間に支配下登録を外れた場合もSEASON 2018では架空選手となった）。グラフィックなどが架空選手独自のものになるほか、一部成長に制限がかかる。

### 能力値
投手には球威・制球・スタミナ、野手にはミート・パワー・走力が基本能力として設定されており、それ以外にもBaseballPowerと呼ばれる、数値が高いほど有利になるパラメータが存在する（基本的に、SEASONが新しくてレアリティの高いカードほどBaseballPowerの基礎値が高い）。カードの裏面にはBASIC SKILLとしてこれら4つの他に投手は球速（km/h）・ピンチ・対左打者・打たれ強さ・クイック・ノビ・キレ・先発（適性）・リリーフ（適性）・安定度と投げられる変化球とそのレベル（BBHと比較すると変化球が変化球レベルと統合、守備力が非表示）、野手は弾道・チャンス・対左投手・バント・盗塁・捕球・送球精度・肩力・捕手リード・安定度・各ポジションの守備適性（BBHと比較すると肩力が裏面に移動、守備力と守備適性が統合）が記載されている。
また、SPECIAL SKILLとして、特殊能力が記載されているほか、その下部にはBOOST SKILLとして、プレーフィールド中央部に置いた際に発動する（1試合ごとに使用できる回数が限られている）スキルが設定されている。

## ゲームモード
稼働当初は対CPU戦のモードのみで対人戦モードがなかったが、オンラインアップデートにより全国対戦モードが実装された。

### 対CPU戦
打撃采配
打撃のみを9回までプレイする（守備は自動的に高速進行で行われる）。
攻守采配
自チームの守備も含めて9回までプレイする。
ハイライトプレー
通常は高速試合で進行するが、チャンスやピンチの場面では勝負モードで投手や打者を操作する（プロ野球スピリッツAの試合に近い）。
スター選手モード
モード選択後特定選手のカードが払い出され、そのカードを使用してその選手だけの操作を行う。1球団10選手が特定の順番に払い出され、10試合プレイすればスタメン選手がそろうのが特徴。

### 対人戦
全国対戦
オンライン対戦モード。9回まで攻守の采配を行う。